# UBC Winter Sports Centre
UBC Winter Sports Centre, albo Thunderbird UBC Arena – jest wspólną areną Uniwersytetu Endowment Lands i miasta Vancouver, Kolumbia Brytyjska. A także halą męskiego i kobiecego zespołu hokejowego Thunderbirds UBC. Arena, która ma pojemność 7200 miejsc główne lodowisko oraz z dwoma innymi lodowiskami o pojemnościach 980 i 200 miejsc. Obiekt gościł rozgrywki hokeja na lodzie na ZIO 2010 jako arena dodatkowa do areny GM Place (nazwanej na czas igrzysk olimpijskich Canada Hockey Place).
Konstrukcja zaczęła się w kwietniu 2006, i zakończyła się 7 lipca 2008. Budowa areny również objęła odnowienie Father Bauer Arena, która pierwotnie została oddana do użytku w październiku 1963. Thunderbird UBC Arena zastąpiła Father Bauer Arene dla drużyny hokejowej Thunderbirds UBC.